# Christian Gourcuff
Christian Gourcuff (Hanvec, 5 april 1955) is een Frans voetbaltrainer. Hij is de vader van Yoann Gourcuff.

## Carrière
Na zijn carrière als voetballer begon Gourcuff als trainer bij FC Lorient. Die club zou uiteindelijk de leidraad van zijn loopbaan worden, aangezien hij daar in drie periodes actief zou zijn (tussen 1982 en 1986, tussen 1991 en 2001 en tussen 2003 en 2014). Tussendoor was hij actief als hoofdtrainer namens Le Mans FC, Pont-L'Abbé, Stade Rennais en het Qatarese Al-Ittihad. Hij staat vooral bekend vanwege het stimuleren van de ontwikkeling van jonge spelers. Zo was hij verantwoordelijk voor het debuut of de ontwikkeling van onder meer Étienne Didot, Michaël Ciani, Christophe Jallet, André-Pierre Gignac, Laurent Koscielny en Bruno Ecuele Manga. Aan het einde van het seizoen 2013/14 koos Gourcuff ervoor te stoppen als trainer bij Lorient, met Sylvain Ripoll als opvolger. In juli 2014 tekende hij een contract voor vier jaar als bondscoach van Algerije. Gourcoff volgde Vahid Halilhodžić op, die met Algerije op het wereldkampioenschap voetbal 2014 de achtste finale had bereikt. Op 6 september speelde Algerije zijn eerste interland onder leiding van de Fransman: een uitwedstrijd tegen Ethiopië in het kwalificatietoernooi voor het Afrikaans kampioenschap voetbal 2015 werd met 1–2 gewonnen.
| Interlands Algerije onder leiding van Christian Gourcuff | Interlands Algerije onder leiding van Christian Gourcuff | Interlands Algerije onder leiding van Christian Gourcuff | Interlands Algerije onder leiding van Christian Gourcuff | Interlands Algerije onder leiding van Christian Gourcuff |
| №                                                        | Datum                                                    | Wedstrijd                                                | Uitslag                                                  | Competitie                                               |
| -------------------------------------------------------- | -------------------------------------------------------- | -------------------------------------------------------- | -------------------------------------------------------- | -------------------------------------------------------- |
| 1                                                        | 6 september 2014                                         | Ethiopië – Algerije                                      | 1 – 2                                                    | AK-kwalificatie                                          |
| 2                                                        | 10 september 2014                                        | Algerije – Mali                                          | 1 – 0                                                    | AK-kwalificatie                                          |
| 3                                                        | 11 oktober 2014                                          | Malawi – Algerije                                        | 0 – 2                                                    | AK-kwalificatie                                          |
| 4                                                        | 15 oktober 2014                                          | Algerije – Malawi                                        | 3 – 0                                                    | AK-kwalificatie                                          |
| 5                                                        | 15 november 2014                                         | Algerije – Ethiopië                                      | 3 – 1                                                    | AK-kwalificatie                                          |
| 6                                                        | 19 november 2014                                         | Mali – Algerije                                          | 2 – 0                                                    | AK-kwalificatie                                          |
| 7                                                        | 11 januari 2015                                          | Tunesië – Algerije                                       | 1 – 1                                                    | Oefeninterland                                           |
| 8                                                        | 19 januari 2015                                          | Algerije – Zuid-Afrika                                   | 3 – 1                                                    | Afrikaans kampioenschap                                  |
| 9                                                        | 23 januari 2015                                          | Ghana – Algerije                                         | 1 – 0                                                    | Afrikaans kampioenschap                                  |
| 10                                                       | 27 januari 2015                                          | Senegal – Algerije                                       | 0 – 2                                                    | Afrikaans kampioenschap                                  |
| 11                                                       | 1 februari 2015                                          | Ivoorkust – Algerije                                     | 3 – 1                                                    | Afrikaans kampioenschap                                  |
| 12                                                       | 26 maart 2015                                            | Qatar – Algerije                                         | 1 – 0                                                    | Oefeninterland                                           |
| 13                                                       | 30 maart 2015                                            | Oman – Algerije                                          | 1 – 4                                                    | Oefeninterland                                           |
| 14                                                       | 13 juni 2015                                             | Algerije – Seychellen                                    | 4 – 1                                                    | AK-kwalificatie                                          |
| 15                                                       | 6 september 2015                                         | Lesotho – Algerije                                       | 1 – 3                                                    | AK-kwalificatie                                          |
| 16                                                       | 9 oktober 2015                                           | Algerije – Guinee                                        | 1 – 2                                                    | Oefeninterland                                           |
| 17                                                       | 13 oktober 2015                                          | Algerije – Senegal                                       | 1 – 0                                                    | Oefeninterland                                           |
| 18                                                       | 14 november 2015                                         | Tanzania – Algerije                                      | 2 – 2                                                    | WK-kwalificatie                                          |
| 19                                                       | 17 november 2015                                         | Algerije – Tanzania                                      | 7 – 0                                                    | WK-kwalificatie                                          |
| 20                                                       | 25 maart 2016                                            | Algerije – Ethiopië                                      | 7 – 1                                                    | AK-kwalificatie                                          |
| 21                                                       | 29 maart 2016                                            | Ethiopië – Algerije                                      | 3 – 3                                                    | AK-kwalificatie                                          |